# رودخانة (همبرات)
رودخانة (بالفارسية: رودخانه) هي قرية تقع في إيران في قسم همبرات الريفي. يقدر عدد سكانها بـ 16 نسمة بحسب إحصاء 2016.